# Acrodontis aenigma
Acrodontis aenigma is een vlinder uit de familie van de spanners (Geometridae). De wetenschappelijke naam van de soort is, als Ennomos aenigma, voor het eerst geldig gepubliceerd in 1914 door Louis Beethoven Prout. De combinatie in Acrodontis werd in 1931 door Wehrli gemaakt

## Type
- holotype: "female, XII.1911, leg. H. Sauter"
- instituut: DEI, Deutschen Akademie der Landwirtswissenschaften zu Berlijn, Eberswalde, Duitsland
- typelocatie: "Formosa, Suisharyo"